# Mydaea deserta
Mydaea deserta är en tvåvingeart som först beskrevs av Zetterstedt 1845.  Mydaea deserta ingår i släktet Mydaea och familjen husflugor. Arten är reproducerande i Sverige. Inga underarter finns listade i Catalogue of Life.